# Foder (textil)

Tröjfoder, 1640-tal - Livrustkammaren

Foder är ett ofta tunnare tyg som sitter på ett textilföremåls insida eller undersida, t.ex. chalon.
Anledningen till att fodra ett textilföremål kan variera. I plagg handlar det ofta om att dölja och skydda avigsidans sömmar, ge bättre stadga, fall eller följsamhet och att göra plagget varmare. Handsydda hemtextilier fodras för det mesta för att dölja och skydda avigsidan.
Fodertyg för kläder tillverkas numera ofta av acetat eller någon annat glatt syntetisk fiber. Att för värmens skull fodra plagg med pälsverk var vanligare förr än vad det är idag. 
Exempel på plagg som brukar fodras är ytterplagg som kappor och rockar, men även kjolar.